# Susan Anspach
Susan Florence Anspach (Nova Iorque, 23 de novembro de 1942 — Los Angeles, 2 de abril de 2018) foi uma atriz norte-americana.